# Polska służba propagandowa w wojnie polsko-bolszewickiej

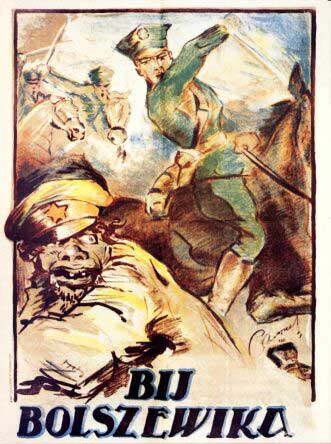
Polski plakat propagandowy z 1920

Polska służba propagandowa w wojnie polsko-bolszewickiej – organizacja i działania służby propagandowej w okresie wojny polsko-bolszewickiej.
Służba propagandowa w okresie wojny oddziaływała przede wszystkim na formacje frontowe, a jej zadaniem było stworzenie żołnierza o wysokim morale, gotowego do walki o zachowanie niepodległości i suwerenności państwa oraz o kształt jego granic. Szczególnie intensywne oddziaływanie propagandowe na żołnierzy Wojska Polskiego służba propagandowa prowadziła latem 1920, w obliczu decydującej fazy wojny polsko-bolszewickiej. W tym okresie zrezygnowano z niemal wszystkich innych form oddziaływań wychowawczych na rzecz umacniania ich morale za pomocą oddziaływań propagandowych, a nawet agitacyjnych.

## Organa naczelne służby

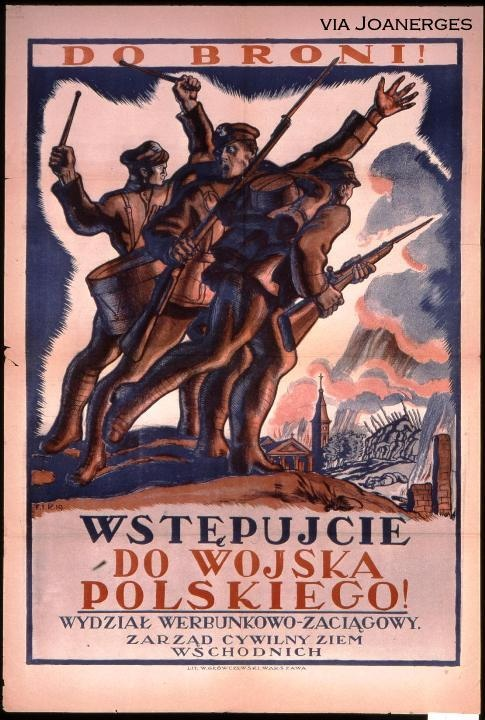
Plakat propagandowy 1920

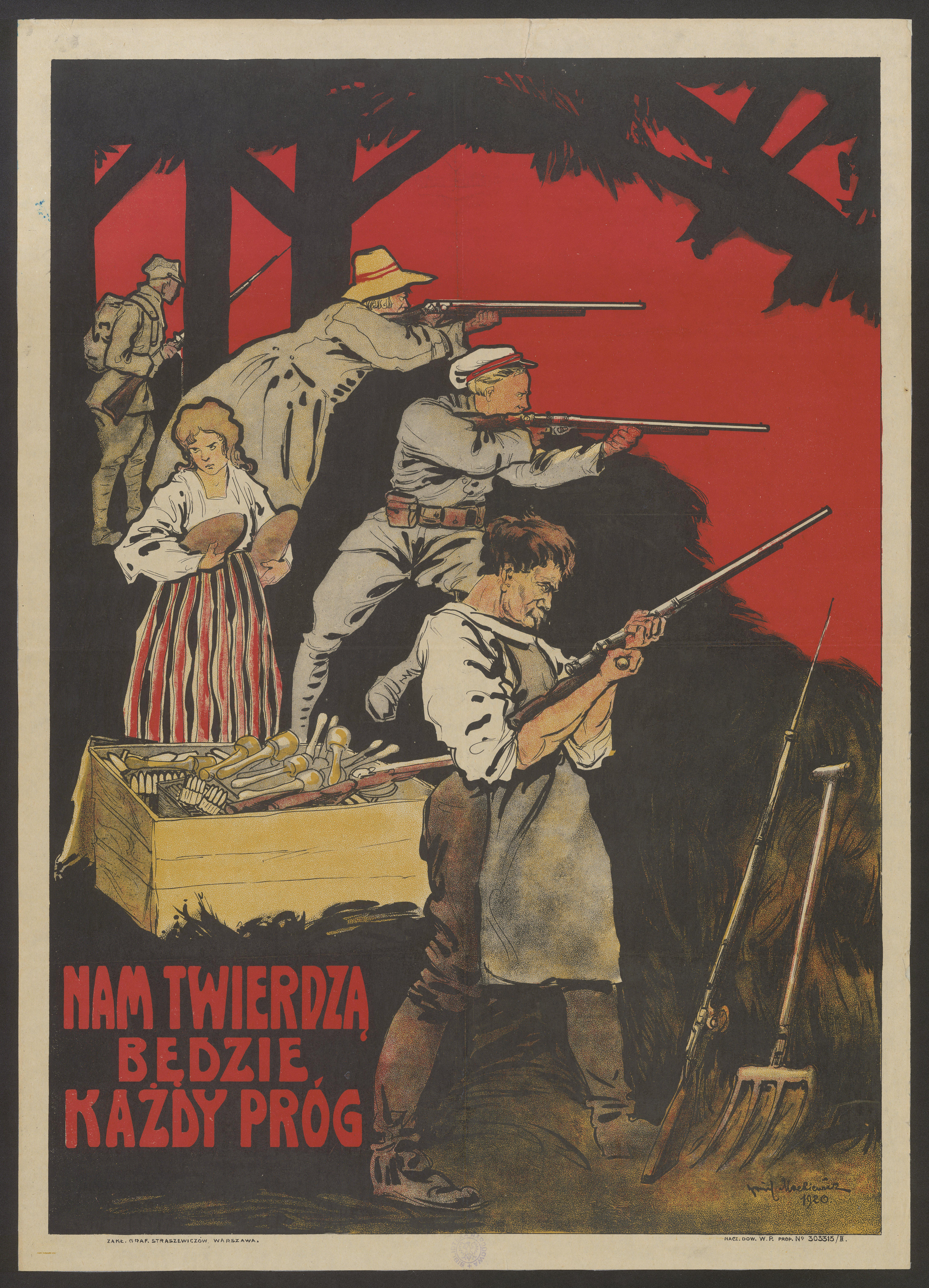
Kamil Mackiewicz – plakat

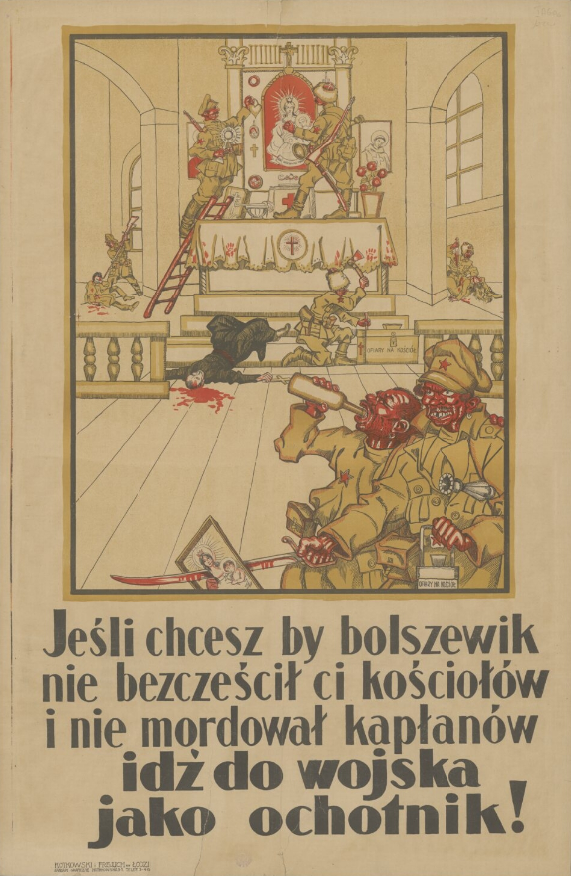
Idź do wojska jako ochotnik!

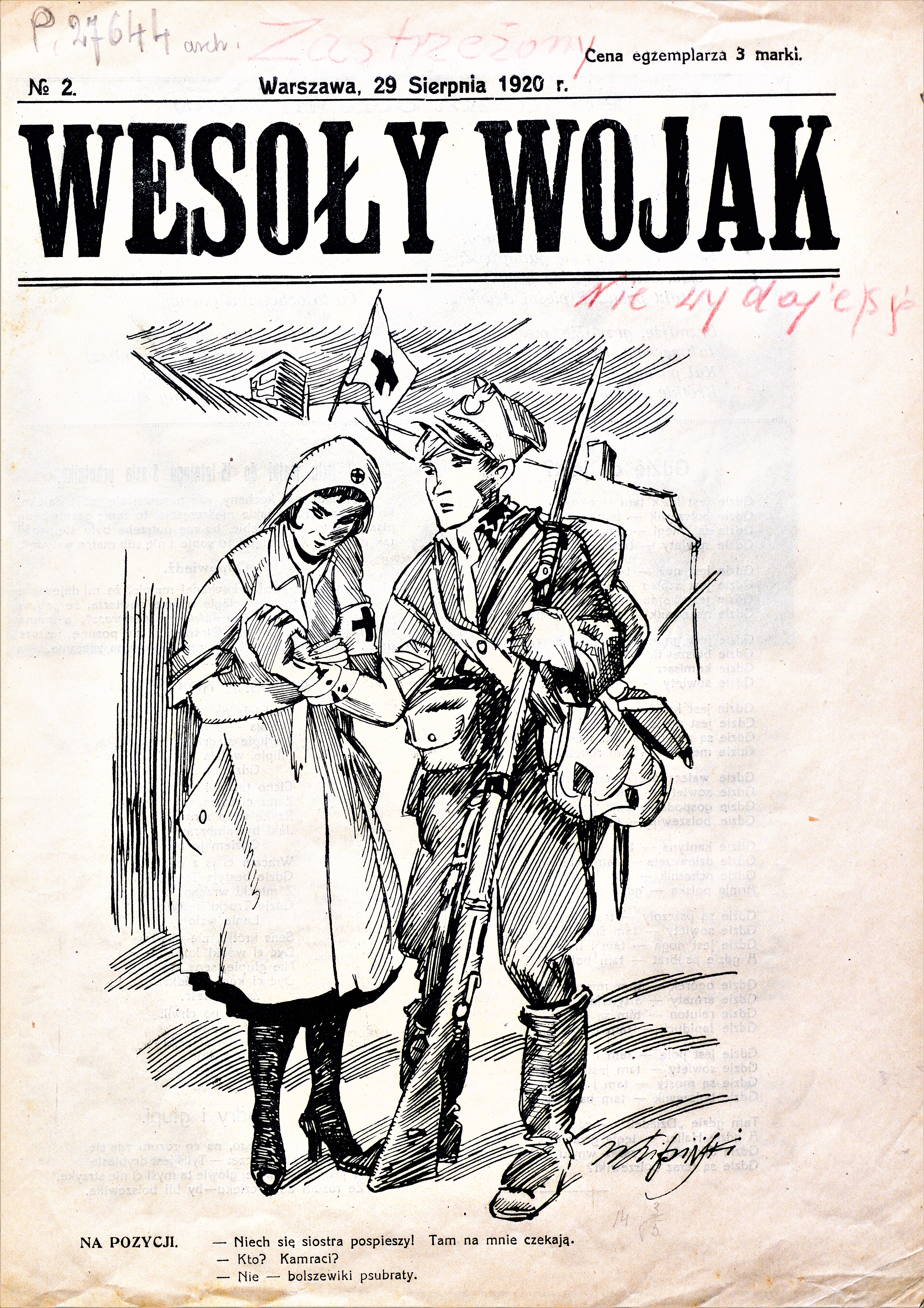
„Wesoły Wojak” Nr 2 z 29 sierpnia 1920

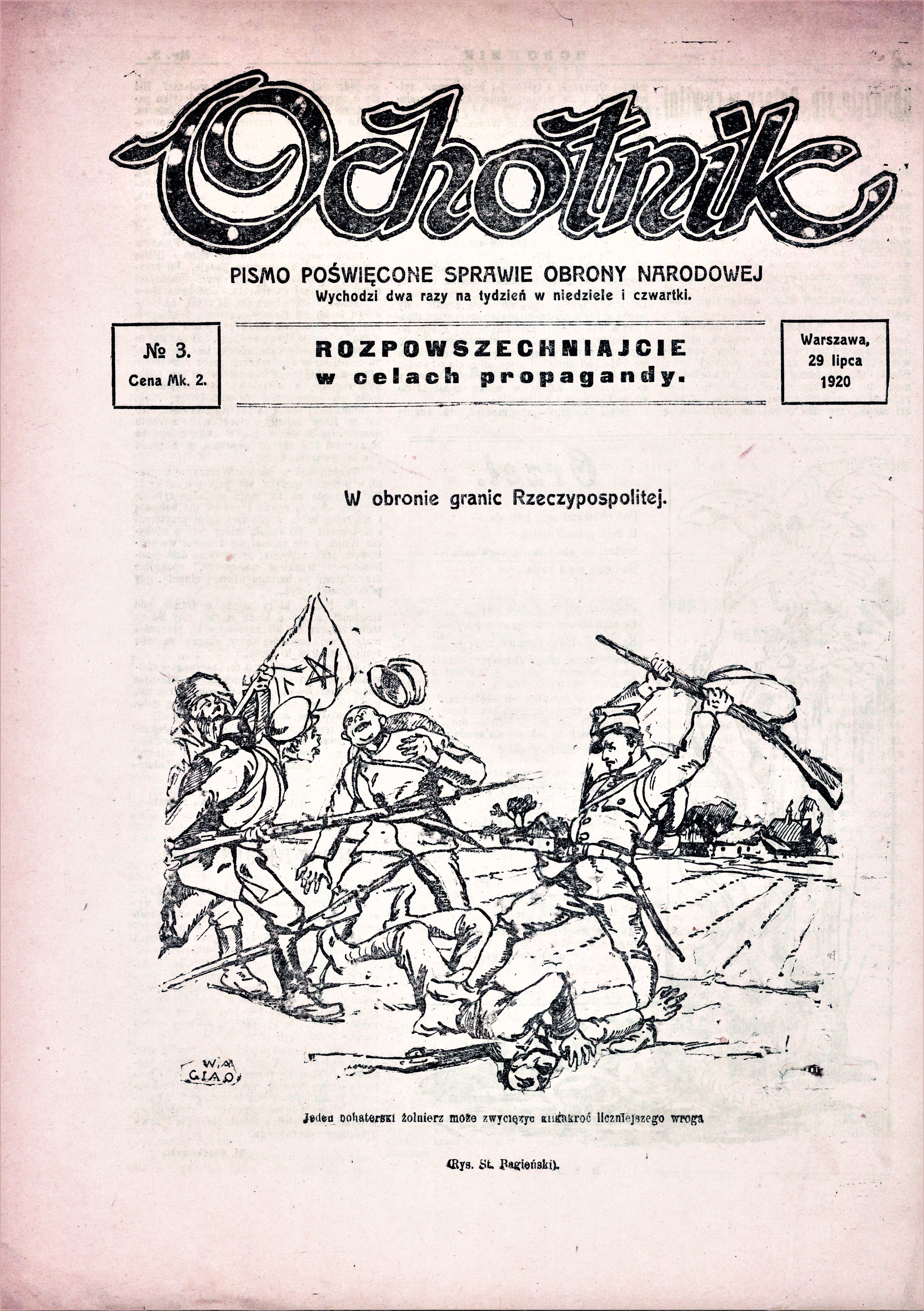
„Ochotnik” – 29 lipca 1920

Służba propagandowa Wojska Polskiego powołana została w odpowiedzi na działania sowieckie, uznające propagandę za nie mniej ważny oręż niż akcje militarne. W strukturach podległych Ministerstwu Spraw Wojskowych od lipca 1919 propagandą zajmował się Departament Informacyjny, kierowany przez ppłk. Bogusława Miedzińskiego. Jednym z ważnych zadań departamentu było zwalczanie agitacji wywrotowej w szeregach wojska oraz prowadzenie kontrpropagandy. W lutym 1920 nastąpiła reorganizacja naczelnych organów wojskowych, a „propaganda” znalazła się w zainteresowaniu Oddziału II Informacyjnego Sztabu MSWojsk. Wchodząca w skład oddziału Sekcja Informacyjna miała w swojej strukturze Wydział Propagandy oraz Wydział Prasy.
Wydział Propagandy prowadził walkę z agitacją rewolucyjną za pomocą literatury i żywego słowa oraz utrzymywał kontakty z cywilnymi instytucjami społecznymi o pokrewnych celach i zadaniach. Organizował też specjalne akcje propagandowe, często we współdziałaniu z tymi instytucjami. Opracowywał także sprawozdania o stanie moralnym armii, informując przy tym o przebiegu i rezultatach poszczególnych działań bojowych na froncie. Sporządzał też meldunki o sytuacjach zaobserwowanych w czasie prowadzenia akcji propagandowych, a dotyczących stanu moralnego i politycznego żołnierzy. Miał także oddziaływać na korpus oficerski w celu kształtowania odpowiedniego stosunku oficera do szeregowego.
Wydział Prasy kontrolował prasę oraz współdziałał z polskimi redakcjami inspirując je do podejmowania tematów ważnych dla wojska. Dostarczał im też odpowiednich informacji w celu popularyzowania problematyki wojskowej w społeczeństwie. Utrzymywał również kontakty z redakcjami zagranicznymi. Wydziały Prasy i Propagandy dysponowały ponadto podległymi im służbami na szczeblu dowództw okręgów generalnych (DOGen.). Utrzymywały też luźną współpracę z komórkami Sztabu Generalnego Naczelnego Dowództwa Wojska Polskiego.
Na początku września 1920 dowódca Armii Ochotniczej gen. Józef Haller zaproponował utworzenie Samodzielnego Oddziału Propagandy przy Sztabie MSWojsk. Jego trzon stanowić miał pion oświatowo-propagandowy właśnie rozwiązywanego Generalnego Inspektoratu Armii Ochotniczej. Miał on podtrzymywać ducha i nastroju w armii oraz poczucie narodowe, szerzyć ideę państwowości polskiej i współdziałać w organizacji propagandy ofensywnej. Propozycji tej nie zrealizowano.

## Służba propagandowa na froncie
Służba propagandowa była szczególnie rozwinięta w formacjach podległych Naczelnemu Dowództwu Wojska Polskiego. Zagadnienia propagandy początkowo wchodziły w zakres działania Sekcji Politycznej i Sekcji Policyjno-Wojskowej. Ich zadaniem było kształtowanie żołnierza o wysokim morale, gotowego do walki o niepodległość i suwerenność państwa oraz o kształt jego granic.
Latem 1919 w Oddziale II Informacyjnym SG ND WP utworzona została, licząca 9 etatów, Sekcja III Biuro Prasowe, pod kierownictwem kpt. Juliusza Kadena-Bandrowskiego. Prowadziła ona działania propagandowe wykorzystując do tego celu prasę codzienną i czasopisma. Jesienią, w ramach oddziałów II sztabów frontów, utworzono stanowiska referentów politycznych i referentów prasowych. Ci ostatni pod względem merytorycznym podporządkowani zostali Biuru Prasowemu Oddziału II ND WP i odpowiadali za działalność propagandową, w tym za dostarczanie do oddziałów prasy wojskowej. Kontrolowali także pracę korespondentów wojennych, artystów, przedstawicieli instytucji kulturalnych i cywilnych prelegentów oświatowych przebywających na froncie.
Z końcem grudnia przy Oddziale II Informacyjnym SG ND WP utworzono Sekcję VI Propagandy i Opieki nad Żołnierzami. Jej szefem został kpt. Adam Koc. Celem sekcji była działalność propagandowa skierowana do żołnierzy przebywających w tyłowej strefie frontu – na etapach. Przeciwdziałano sowieckiej propagandzie, a także starano się podnieść morale żołnierzy. Mając na uwadze warunki frontowe, starano się stosować najprostsze metody. Były to: rozmowy indywidualne dowódców z żołnierzami, agitacja, prasa wojskowa, w tym gazetki okopowe, ulotki, popularyzowanie czynów bohaterskich. Organizując pogadanki z żołnierzami starano się, aby dominowały w nich treści patriotyczne, popularyzujące dumę z przynależności do narodu polskiego i jego wielowiekowych osiągnięć. W przededniu operacji warszawskiej wskazywano na zagrożenia suwerenności państwowej i groźbę, jaką dla niej stanowiła ideologia bolszewicka. Wykazywano obłudę sowieckiej propagandy. W działaniach propagandowych bazowano na emocjach związanych z wiarą rzymskokatolicką.
W okresie największego nasilenia działalności propagandowej (lipiec–wrzesień 1920) wychodziły gazety: „Wesoły Wojak”, „Gazeta Polowa”, „Ochotnik” i szereg jednodniówek. Z redakcjami piszącymi dla wojska współpracowało grono wybitnych pisarzy, publicystów, artystów i aktorów. Byli to między innymi: Stefan Żeromski, Emil Zegadłowicz, Kornel Makuszyński, Artur Oppman, Adam Grzymała-Siedlecki, Arnold Szyfman, Ludwik Sosnowski-Solski, Karol Adwentowicz. W tym okresie zrezygnowano z niemal wszystkich innych form oddziaływań wychowawczych na rzecz umacnianie morale żołnierza za pomocą metod propagandowo-agitacyjnych. Stosowali je też dowódcy wszystkich szczebli, a także przedstawiciele władz państwowych, intelektualiści, ludzie nauki i kultury. Najczęściej stosowaną w tym czasie metodą propagandową były ich wyjazdy bezpośrednio na linię frontu.
Od 29 lipca do 19 września zorganizowano 137 koncertów w koszarach i szpitalach żołnierskich. Bezpłatnie przygotowano także repertuar dla objazdowych teatrów żołnierskich. Utworzono dwie teatralne czołówki dające koncerty w warunkach polowych bezpośrednio w strefie frontowej. Czołówka nr 1 kierowana była przez Józefa Cornobisa, a nr 2 przez Wacława Julicza.
Po zakończeniu działań militarnych stopniowo likwidowano komórki propagandowe Naczelnego Dowództwa Wojska Polskiego. Zlikwidowane zostało między innymi Biuro Prasowe II Oddziału Sztabu Generalnego ND WP. Spowodowało to zawieszenie wydawanych przez nie tytułów prasowych. MSWojsk. wyraziło zgodę na wydawanie „Żołnierza Polskiego” i „Bellony”. Powołano nowy Komitet Redakcyjny „Żołnierza Polskiego”. Na jego czele stanął gen. Jan Jacyna.